# Бурштинська міська територіальна громада
Бурштинська міська громада — територіальна громада в Україні, входить до Івано-Франківського району Івано-Франківської області. Адміністративний центр — місто Бурштин. Створена на території Бурштинської міської ради, частини колишніх Галицького та Рогатинського районів.
В Бурштинську громаду увійшло 19 населених пунктів у складі 11 міських та сільських рад. Площа громади — 203,6 км, чисельність населення станом на 2020 рік — 24470 осіб, з них міського — 14896, сільського — 9494 осіб.

## Населені пункти
Місто Бурштин. Села — Бовшів, Вигівка, Дем'янів, Діброва, Задністрянське, Заливки, Коростовичі, Куничі, Куропатники, Насташине, Новий Мартинів, Озеряни, Різдвяни, Сарники, Слобода, Старий Мартинів, Тенетники, Юнашків.